# Tour Meles Zenawi
El Tour Meles Zenawi és una competició ciclista per etapes que es disputa a Etiòpia. La cursa forma part de l'UCI Africa Tour, amb una categoria 2.2.

## Palmarès
| Any  | Vencedor     | Segon            | Tercer             |
| ---- | ------------ | ---------------- | ------------------ |
| 2016 | Tedros Redae | Alem Grmay Abebe | Getachew Atsbha    |
| 2017 | Willie Smit  | Kibrom Haylay    | Fiseha Gebremariam |